# Cristiano Giaretta
Cristiano Giaretta (Vicenza, 16 marzo 1968) è un dirigente sportivo ed ex calciatore italiano, di ruolo difensore, direttore sportivo del Pafos.

## Caratteristiche tecniche
Giocava come difensore centrale, mancino, abile nel gioco aereo e nell'anticipo sull'attaccante.

## Carriera

### Giocatore
Inizia la carriera professionistica nel Monza, società di Serie C1, con la cui maglia nella stagione 1986-1987 gioca 11 partite; nel febbraio 1987 si infortuna gravemente al ginocchio sinistro mettendo a rischio la carriera e per la cui ragione salta il suo trasferimento, già definito, alla Sampdoria di Vialli e Mancini; riesce comunque a rientrare prima della fine della stagione e vince sia il campionato che la Coppa Italia di Serie C; l'anno seguente disputa altre 11 gare, e rimane in squadra anche nella stagione 1988-1989, disputata in Serie B, categoria in cui Giaretta gioca 15 partite senza mai segnare. A fine anno viene ceduto alla Carrarese, dove gioca 23 partite in Serie C1. Passa quindi alla Pro Sesto, sempre in terza serie, dove nella stagione 1990-1991 gioca 28 partite. Rimane nella società milanese per altri due campionati consecutivi in Serie C1, chiusi rispettivamente con 27 e 29 presenze ed un gol nella prima stagione, il suo primo in carriera a livello professionistico. Nell'estate del 1993 viene tesserato dal Lecco, società di Serie C2, categoria in cui nella stagione 1993-1994 realizza 2 reti in 33 presenze. Dopo altre due stagioni con complessivi 2 gol in 65 presenze, nella stagione 1996-1997 contribuisce al secondo posto in classifica della squadra (con conseguente promozione nella categoria superiore al termine dei play-off) con 30 presenze. La stagione 1997-1998 è la sua prima in terza serie con la maglia del Lecco, e si conclude con un settimo posto in classifica per la squadra e con un gol segnato in 32 presenze per Giaretta, che viene riconfermato anche per la stagione 1998-1999, nella quale in 30 presenze segna un gol contribuendo alla salvezza della squadra al termine dei play-out vinti contro il Padova. L'anno successivo il Lecco si salva ancora ai play-out (in questa occasione contro la Cremonese), e Giaretta mette a segno 3 gol (il suo massimo in carriera in una sola stagione) in 33 partite giocate. Rimane nella società lombarda per altre due stagioni consecutive, chiuse con un bilancio di 44 presenze e un gol, e nell'estate del 2002 in seguito al fallimento della società (che riparte dal campionato lombardo di Eccellenza) rimane svincolato, accasandosi al Monza dove torna dopo 13 anni. Nella prima stagione in biancorosso segna 2 gol in 30 presenze in Serie C2, mentre nella seconda gioca 20 partite. Nella stagione 2004-2005 gioca altre 30 gare con i lombardi, segnando anche 2 gol, e viene riconfermato anche per il successivo campionato di Serie C1, nel quale la squadra milita in seguito al ripescaggio dell'estate 2005. In questa stagione, la sua ultima da calciatore, gioca 3 partite al Monza e nel gennaio 2006 fa ritorno alla Pro Sesto, dove gioca 12 partite in Serie C1.
In carriera ha giocato complessivamente 518 partite in campionati professionistici, suddivise tra Serie B (15 partite), Serie C1 (285 partite) e Serie C2 (208 partite). Sono circa 600 in totale le gare ufficiali nei professionisti comprese la Coppa Italia. 

### Dirigente

#### Pro Sesto e Novara
Terminata la carriera da calciatore ha iniziato subito a lavorare nel 2006 come direttore sportivo  e, nel 2007, ottiene l'abilitazione ufficiale a Coverciano con il massimo dei voti presentando una tesi sulla gestione tecnica e finanziaria delle società di calcio.
Dopo aver ricoperto il ruolo di direttore sportivo della Pro Sesto in Serie C1 dal 2006 al 2010, firma il contratto con il Novara in Serie B; rimane al club dal 2011 al 2013, arrivando ai play-off per la promozione in Serie A; in particolare, nella seconda parte della stagione 2012-2013 la squadra rimonta dal terzultimo al quarto posto in classifica. In quella stagione si mettono in luce i giovani Haris Seferovic, prelevato al mercato di gennaio dalla Fiorentina, e Bruno Fernandes, quest'ultimo scoperto e prelevato da Giaretta sei mesi prima dal Boavista, club allora in terza divisione portoghese.

#### Udinese
Nell'estate del 2013 riceve la chiamata di Gino Pozzo e ricopre il medesimo incarico nell'Udinese, società di Serie A, dove rimane per tre stagioni. All'Udinese Giaretta porta proprio Bruno Fernandes venduto per 4 milioni di euro e che, dopo essere passato per Sampdoria e Sporting Lisbona, nel mercato di gennaio 2020, lo stesso Sporting Lisbona vende Bruno Fernandes agli inglesi del Manchester United per la cifra record di 80 milioni di euro.

#### Ascoli
Il 16 giugno 2016 diventa il nuovo direttore sportivo dell'Ascoli, società di Serie B, con cui firma un contratto biennale e con cui valorizza e vende alcuni giovani calciatori, tra tutti Riccardo Orsolini ed Andrea Favilli, entrambi ceduti alla Juventus per un totale di circa 15 milioni di euro. All'Ascoli si mettono in luce anche i giovani Cassata e Felicioli: ad eccezione di quest'ultimo, gli altri 3 verranno a fine stagione convocati per i Mondiali Under-20, e tutti e quattro giocheranno sia in Serie A che nella nazionale Under-21 negli anni immediatamente successivi.

#### CSKA Sofia
Il 18 febbraio 2019 firma un contratto biennale con i bulgari del CSKA Sofia, club della prima divisione bulgara, con cui ottiene due secondi posti alle spalle del Ludogorets, che valgono altrettante qualificazioni ai turni preliminari di Europa League. Nella prima stagione il CSKA Sofia arriva a un solo punto dal Ludogorets per la vittoria del campionato e, nella seconda stagione, raggiunge anche la finale della Coppa di Bulgaria persa però ai calci di rigore.

#### Watford
Il 26 agosto 2020 trova l'accordo con il Watford, di cui diventa direttore sportivo, tornando a lavorare per Giampaolo Pozzo, dopo l'esperienza all'Udinese. Nel suo primo anno di permanenza, il club conquista una promozione in prima divisione. Il 15 dicembre 2023, malgrado un lungo contratto che lo lega al Watford, lascia il proprio incarico con i gialloneri, per raggiungere il suo nuovo club.

#### Pafos FC
Il 18 dicembre 2023, Giaretta viene ufficialmente ingaggiato come direttore sportivo del Pafos, squadra della prima divisione cipriota. Il 18 Maggio la squadra vince il primo trofeo della propria storia, la Coppa di Cipro, con un 3-0 ai danni dell'Omonia, trofeo che darà poi accesso alle qualificazioni per l'Europa League. Il 29 agosto 2024 i ciprioti ottengono la qualificazione alla fase a gironi di Conference League, competizione in cui in seguito raggiungono gli ottavi di finale (miglior risultato della storia del club in una competizione confederale).

## Palmarès

### Club

#### Competizioni nazionali
- Serie C1: 1

Monza: 1987-1988
- Coppa Italia Serie C: 1

Monza: 1987-1988